# 투르크메니스탄의 국장

투르크메니스탄의 국장

투르크메니스탄의 국장은 1992년에 처음 제정되었으며, 현재의 국장은 2003년에 국장의 모양을 원에서 팔각별(루브 엘 히즈브)로 수정한 형태의 국장이다.
초록색 팔각별 가운데에는 파란색 원이 그려져 있으며, 원 안쪽에는 아할테케라는 투르크메니스탄의 말 품종이 그려져 있다. 원 바깥쪽에는 빨간색 카펫이 그려져 있으며, 카펫 안에는 투르크메니스탄의 전통적인 카펫 장식인 테케, 요무트, 아르사리, 초두르, 사리크 문양이 그려져 있다.
팔각별 왼쪽과 오른쪽에는 밀 이삭이 장식되어 있으며, 팔각별 위쪽에는 하얀색 초승달과 다섯 개의 별이, 팔각별 아래쪽에는 일곱 개의 목화가 장식되어 있다.
초록색과 빨간색은 투르크메니스탄의 전통적인 색상이며, 팔각별은 투르크메니스탄의 종교인 이슬람교의 상징이다.
아할테케는 투르크메니스탄 국민의 긍지를 뜻하며, 밀 이삭은 손님을 맞이하는 투르크메니스탄의 풍습에서 사용되는 빵과 소금을 암시하고 있다.
목화는 투르크메니스탄의 대표적인 생산물이며, 하얀색 초승달은 나라의 밝은 미래를, 다섯 개의 별은 투르크메니스탄을 구성하는 다섯 개의 주(아할 주, 발칸 주, 다쇼구즈 주, 레바프 주, 마리 주)를 의미한다.

## 역대 투르크메니스탄의 국장

투르크멘 소비에트 사회주의 공화국의 국장 (1924년-1937년)
투르크멘 소비에트 사회주의 공화국의 국장 (1937년-1992년)
투르크메니스탄의 국장 (1992년-2000년)
투르크메니스탄의 국장 (2000년-2003년)

## 같이 보기
- 투르크메니스탄의 국기